# Campionato greco di calcio a 5 1999-2000
Il Campionato greco di calcio a 5 1999-2000 è stato il terzo Campionato greco di calcio a 5, disputato durante la stagione 1999/2000. La prima fase si è composta di sette raggruppamenti che dovevano designare le sedici formazioni che dovevano disputare la seconda fase: i due gironi principali (rispettivamente 11 e 12 squadre), più cinque gironi comprendenti le rimanenti regioni. Dopo gli ottavi di finale in gare di andata e ritorno, nel mese di maggio 2000 si è svolta la fase finale che ha designato campione l'Athina 90.

## Squadre qualificate

### Girone 1
- Athina 90
- Kosmos Voria Proastia
- Doukas SAC
- Aias

### Girone 2
- Proodeftiki Patrasso
- Minotavros
- Keratsini
- Ermis

### Altri raggruppamenti
- Nafplio '98
- Miltiadis Pirgos
- Atlas Patra
- Ag.Georgios Korinthos
- Tripotamos Imathia
- Pigasos Ioannina
- Olimpiada

## Fase finale

### Ottavi
|  | Athina 90 | 5 – 5 6 – 4 3 – 3 | Ermis |  |

|  | Kosmos Voria Proastia | 5 – 2 8 – 7 4 – 5 | Keratsini |  |

|  | Proodeftiki Patrasso | 7 – 5 4 – 7 5 – 3 | Aias |  |

|  | Minotavros | 1 – 1 2 – 2 4 – 4 | Doukas SAC |  |

|  | Napflio '98 | 9 – 5 1 – 5 9 – 4 | Miltiadis Pirgos |  |

|  | Atlas Patra | 5 – 3 4 – 3 | Ag.Giorgios Korinthos |  |

|  | Tripothamos Imathia | 4 – 2 3 – 6 5 – 1 | Pigasos Ioannina |  |

Qualificato ai quarti: Paraskevi Volos

### Quarti
| 19 maggio 2000 | Athina 90 | 9 – 3 | Paraskevi Volos |  |

| 19 maggio 2000 | Kosmos Voria Proastia | 6 – 4 | Tripothamos Imathia |  |

| 19 maggio 2000 | Proodeftiki Patrasso | 7 – 3 | Atlas Patra |  |

| 19 maggio 2000 | Doukas SAC | 8 – 5 | Nafplio '98 |  |

### Semifinali
| 20 maggio 2000 | Doukas SAC | 5 – 10 | Athina 90 |  |

| 20 maggio 2000 | Kosmos Voria Proastia | 0 – 2 (TAV) | Proodeftiki Patrasso |  |

### Finale
| 21 maggio 2000 | Athina 90 | 8 – 2 | Proodeftiki Patrasso |  |